# The Time of Our Lives
The Time of Our Lives (с англ. — «Время наших жизней») — мини-альбом американской певицы Майли Сайрус, выпущенный 28 августа 2009 года в США на лейбле Hollywood Records, изначально в качестве эксклюзива для сети магазинов Walmart. Большая часть альбома была спродюсирована Джоном Шенксом. Известный американский продюсер Dr. Luke также выступил продюсером. Поскольку The Time of Our Lives изначально задумывался как релиз, сопровождающий недавно запущенную линию одежды Сайрус с Максом Азрией, в первый и единственный раз в своей карьере Сайрус не участвовала в создании композиций — Сайрус не была соавтором ни одного из 6 треков оригинального издания проекта.
The Time of Our Lives получил в целом положительные отзывы критиков, причём некоторые отзывы предполагали, что этот мини-альбом стал для Сайрус эффективным шагом в эволюции её карьеры. Однако некоторые рецензии критиковали баллады, которые показаны на пластинке. Проект стал успешным, войдя в десятку лучших в девяти странах. В Соединенных Штатах The Time of Our Lives достиг второго места в Billboard 200 и был сертифицирован Американской ассоциацией звукозаписывающей индустрии (RIAA) как платиновый. Проект также имел международный успех, достигнув третьего места в Греции, пятого в Австрии и шестого в Испании.
С мини альбома было выпущено два сингла. Ведущий сингл, «Party in the U.S.A.», стал хитом и самым продаваемым синглом Сайрус, достигнув второго места в американском Billboard Hot 100. Он также стал одним из самых продаваемых синглов в истории Соединенных Штатов и самым продаваемым синглом лейбла Hollywood Records. Впоследствии сингл получил бриллиантовый сертификат от RIAA. Вторым и последним синглом стала песня «When I Look at You». Она была использована для продвижения фильма «Последняя песня», в котором Сайрус исполнила главную роль. Сингл попал в первую двадцатку чартов Австралии и Соединенных Штатов. Сайрус отправилась в своё первое мировое турне, Wonder World Tour, в поддержку альбома в конце 2009 года.

## Предпосылки
«Это переходный альбом. Это как новая ступень. И он нужен для того, чтобы познакомить людей с тем, как я хочу, чтобы звучала моя следующая запись, и со временем я смогу делать это немного чаще, а время — всё, что мне нужно. Так что на самом деле речь идёт о том, чтобы мы прокладывали себе путь к тому, чтобы иметь возможность исполнять музыку, которую вы действительно любите».
Чтобы поддержать недавно запущенную Сайрус совместную линию одежды с Максом Азрией, продаваемую исключительно в магазинах Walmart, было решено выпустить мини-альбом. «Я чувствую, что это идеально подходит для такого образа», — прокомментировала она. Для Сайрус The Time of Our Lives был переходным проектом и способом вновь представить себя новой аудитории. Говоря о звучании альбома, она сказала: «Я сохранила его в рамках того, что я обычно делаю, что-то вроде поп-рокового звучания — мне даже не нравится использовать слово „рок“, потому что я чувствую, что для меня большая честь быть ассоциируемой с этим. Это своего рода мой переходный период. На следующей записи я определённо хочу иметь возможность немного шагнуть в эту сторону». Изначально Сайрус планировала, что её следующий альбом будет более острым и доминирующим в рок-музыке. Она сказала, что после завершения промоушена The Time of Our Lives она хотела «уйти и, возможно, сделать перерыв» на некоторое время, чтобы сочинять музыку, которая её вдохновляет. Следующий альбом Сайрус, Can’t Be Tamed, был выпущен примерно десять месяцев спустя, 18 июня 2010 года.
Сначала The Time of Our Lives был выпущен исключительно через американскую компанию Walmart, доступную в американских магазинах и на Walmart.com. Первоначально альбом планировалось выпустить 31 августа 2009 года, но из-за путаницы в различных магазинах альбом был выпущен на три дня раньше, чем планировалось. Несколько месяцев спустя было выпущено международное издание альбома, начиная с Соединенного Королевства 16 октября 2009 года. С добавлением «The Climb» из фильма «Ханна Монтана: Кино», выпущенного ранее в 2009 году, издание также имеет новую обложку с фотографией, сделанную Энни Лейбовиц. 5 января 2010 года мини-альбом стал доступен для покупки в других цифровых магазинах в Соединенных Штатах.

## Создание

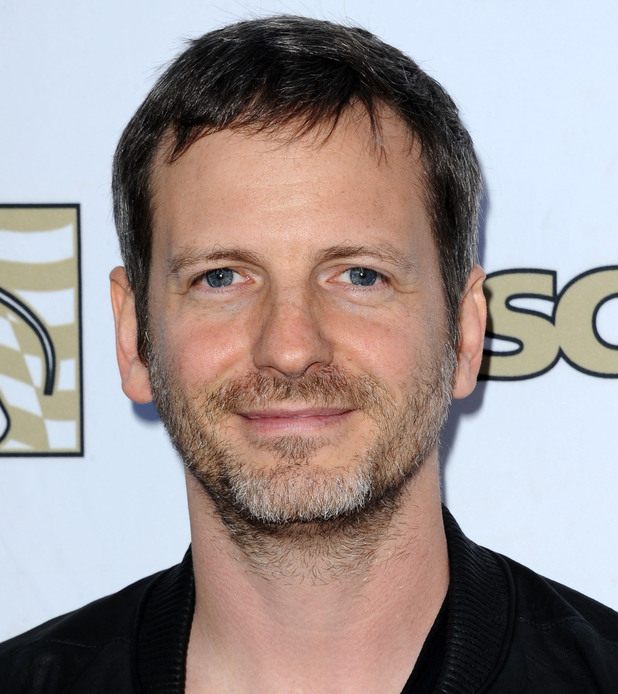
Dr. Luke (на фото), до этого работавший с Келли Кларксон, Аврил Лавин и Бритни Спирс принял участие в продюсировании альбома.

Основными продюсерами альбома выступили Джон Шэнкс и Dr. Luke. Первый спродюсировал четыре трека, а второй два. Примечательно, что это первый альбом в карьере Сайрус, в котором не была задействована продюсерская команда Rock Mafia, которая сотрудничала с ней с её дебютного альбома. 
Сайрус записала кавер на «Kicking and Screaming», написанную Джоном Шэнксом и Карой Диогуарди, и оригинально исполненной Эшли Симпсон для её альбома I Am Me. «Party in the U.S.A.» была написана Лукашем Готтвальдом, Клодом Келли и Джессикой Корниш, более известной как Джесси Джей. Песня не предназначалась для Сайрус, но когда она получила её, авторы переписали текст, намереваясь написать своего рода заглавную тему для линии одежды Сайрус. Для удовлетворения аудитории, авторы написана песню в быстром темпе, в которой раскрывается личность Сайрус.. Келли сказал, что для того, чтобы написать свой текст, он пытался подражать стилю написанию песен Сайрус: «Это та же самая песня с другой точки зрения, вам просто нужно найти эту уникальную перспективу».Сайрус понравилась песня, и она выбрала её, частично потому, что ей не хватало песен для The Time of Our Lives. «When I Look at You», написанная Шэнксом и Хиллари Линдси, должна была войти в следующий альбом Сайру. Она была выбрана для промокампании фильма «Последняя песня», поскольку Сайрус нашла тематику песни подходящей для фильма. По словам Сайрус, когда она поёт эту песню, она думает о семье и любви. «По сути, об этом весь фильм», сказала она. Заглавный трек, «The Time of Our Lives», написан Готтвальдом, Келли и Кешей Себерт (известной как Кеша), и её матерью Пиб Себерт. Кеша написала свой текст для «The Time of Our Lives» с идеалом создания гимна вечеринки для молодой аудитории, основываясь на своём первом впечатлении от личности Сайрус: комедийной и симпатичной.
«Obsessed» написана Роже Лавуа. Поскольку продюсеры альбома изначально не поняли её, они отказались включать её в альбом. Однако, как только «Obsessed» попал к Сайрус, она настаивала на том, чтобы трек был включен в альбом, потому что чувствовала себя связанной с ним. Сайрус описала песню как изображающую эмоции, которые испытываешь, когда не можешь перестать думать о человеке, и полагала, что она связана с тем, что у многочисленных фанатов есть их первая любовь. «Это действительно романтическая песня», — заключила она. «Before the Storm», изначально выпущенная на альбоме Jonas Brothers Lines, Vines and Trying Times (2009), включена в The Time of Our Lives в виде концертного исполнения. Песня написана Ником, Джо и Кевином Джонасом, а также Сайрус. Изначально песня была записана сольно, без Сайрус, для альбома Jonas Brothers A Little Bit Longer (2008), но в итоге не попала в него. Ник и Сайрус позже переработали текст песни, чтобы он соответствовал их прошлому роману, используя рояль.

## Музыка и лирика

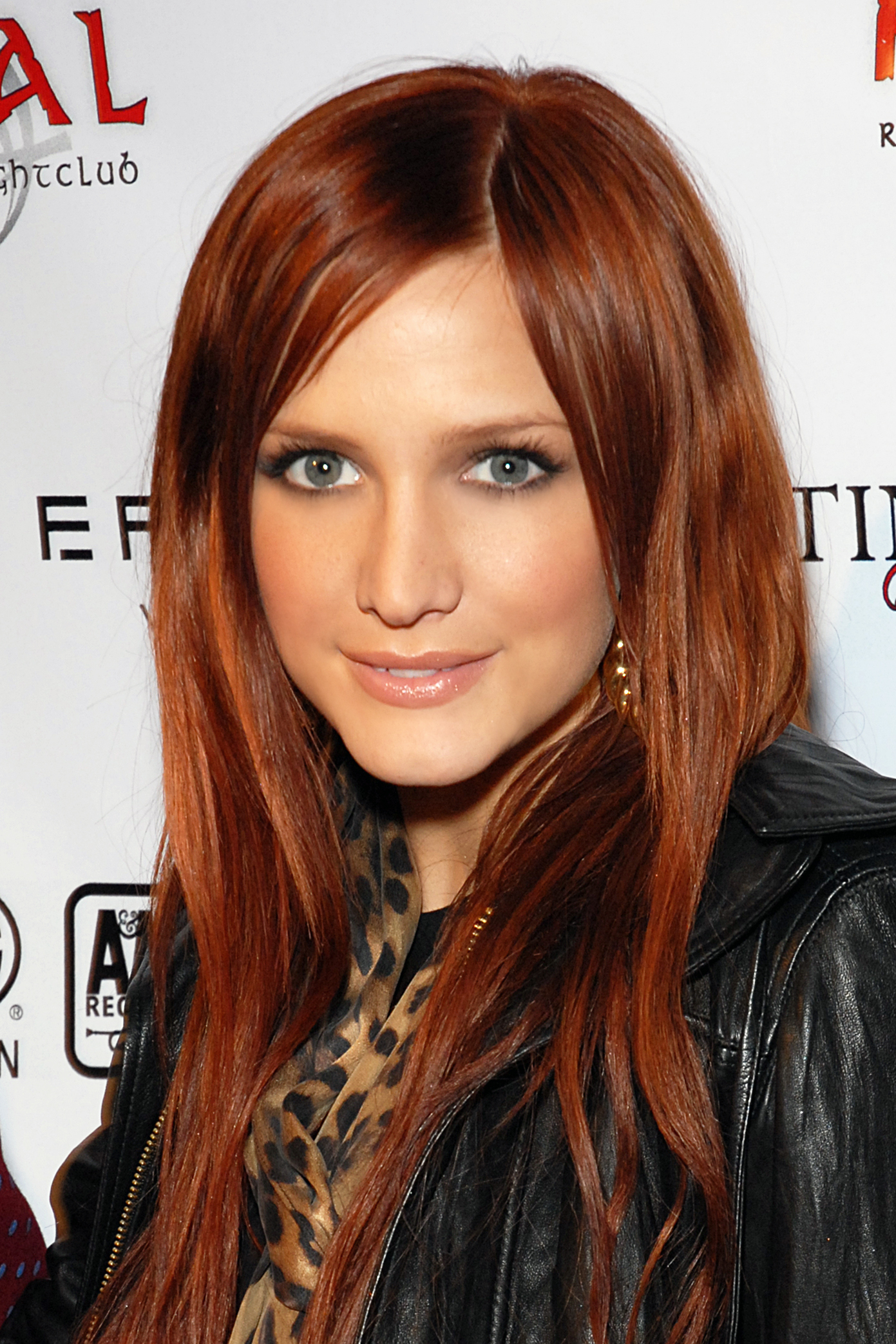
Открывающий трек альбома, «Kicking and Screaming» — кавер на одноимённую песню Эшли Симпсон (на фото).

«Kicking and Screaming», кавер на песню Эшли Симпсон, — самое явное представление рок-музыки на The Time of Our Lives. В треке представлены инструменты, основанные на глэм-гитарных риффах и рваном, дерзком вокале, который в некоторых местах имеет «скрипучий» оттенок. По итогу это яркий электро-рок-номер. Лирически, «Kicking and Screaming», — дерзкое послание бывшему парню. «Party in the U.S.A.» — поп-песня с элементами регги в то же время имеющий инструментовку, которая включает в себя «столкновение между пернатыми аккордами джазовой гитары и гулкой синтезаторной басовой линией, служащей хуком». Вокал Сайрус демонстрирует оттенок альтернативного кантри-стиля и включает в себя поясные припевы Лирически, в «Party in the U.S.A.» рассуждает переезд Сайрус из Нэшвилла, Теннесси в Голливуд. В припеве поётся о том, как её любимые песни помогают ей чувствовать себя лучше. «When I Look at You» — рок-баллада, инструментал которой переходит от фортепиано к электрогитаре. На протяжении всей песни Сайрус сохраняет приглушенный тон, но начинает смеяться незадолго до появления второго куплета. Лирически в ней говорится о возлюбленном мечты. 

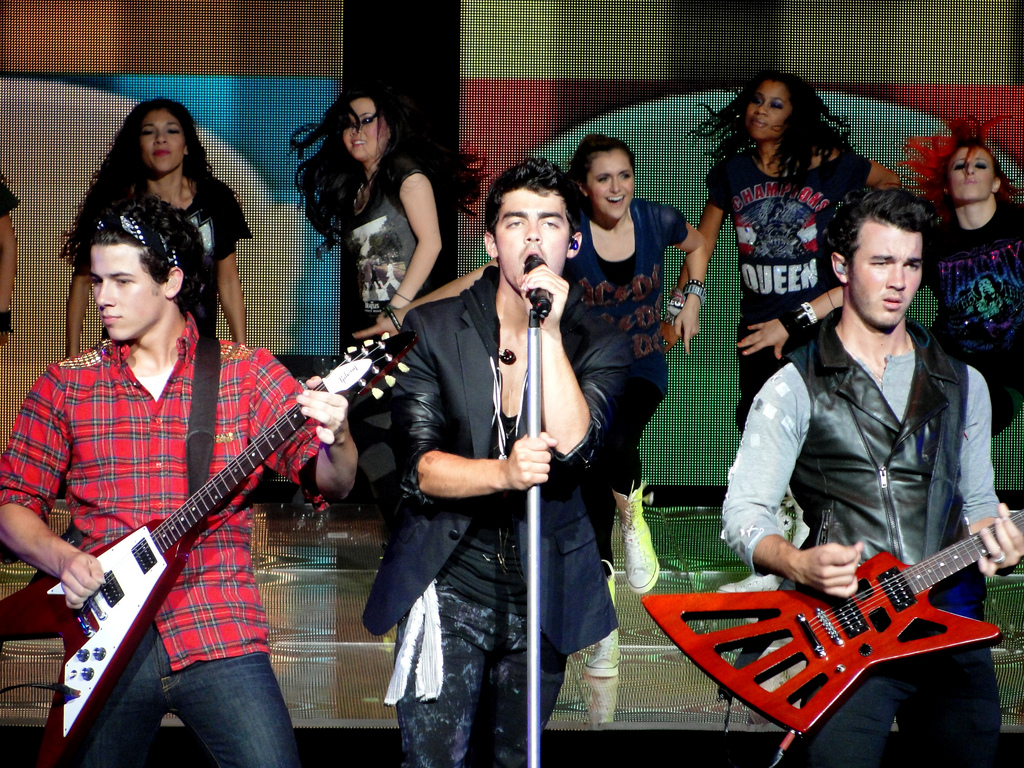
В альбом вошла концертная запись песни «Before the Storm» — дуэт Сайрус и группы Jonas Brothers (на фото).

«The Time of Our Lives» — танцевальная данс-поп песня, записанная с использованием синтезаторов, вдохновлённых 1980-ми годами и «шипящим» инструменталом в стиле бабблгам-попа. Обработанный вокал Сайрус демонстрирует заметное использование автотюна, влияние проистекает из нью-вейв-музыки. Текст песни говорит о том, чтобы не так сильно беспокоиться о будущем, а просто сосредоточиться на настоящем и хорошо провести время вместе. «Talk Is Cheap» — поп-панк, гараж-рок-песня, вдохновлённая диско и с множеством хуков. «Talk Is Cheap» повествует о том, что она была крайне раздражена после того, как столкнулся с затруднениями в клубе, а другие курили сигареты. «Obsessed» — рок-баллада в стиле софт-рок с хрипким вокалом. В песне обсуждается подростковая похоть. «Before the Storm» — кантри-поп-баллада, дуэт с группой Jonas Brothers о меланхолическом и романтическом расставании.

## Синглы
«Party in the U.S.A.» был выпущен 11 августа 2009 года в качестве лид-сингла с The Time of Our Lives для цифровой загрузки. Он получил похвалу от критиков за свою музыкальную композицию, отражающую аспекты R&B и запоминаемость. «Party in the U.S.A.» стал хитом, сумев войти в топ-10 чартов восьми стран В США сингл дебютировал на второй строчке, что на тот момент было самой высокой позицией в карьере Сайрус, а также стал шестым самым продаваемым цифровым синглом за 2009 год. Он также был признан самым быстрым и самым продаваемым синглом Hollywood Records на сегодняшний день. Сингл получил бриллиантовый сертификат Американской ассоциации звукозаписывающей индустрии (RIAA), и четыре платины Канадской ассоциации звукозаписывающей индустрии (CRIA). Видеоклип на «Party in the U.S.A.», срежиссированный Крисом Эпплбаумом, был снят в основном в автокинотеатре и отдаёт дань уважения фильму «Бриолин» (1978) и молодости родителей Сайрус.
«When I Look at You» был выпущен для продвижения фильма «Последняя песня», в котором Сайрус исполнила главную роль и стал вторым и последним синглом из мини-альбома. «When I Look at You» получил средний или смешанный приём критиков, называющих её «неизбежным хитовым синглом» либо «неполноценной балладой», и не смог повторить успех первого сингла. Его самый высокий международный пик был достигнут в Соединенных Штатах, где он достиг шестнадцатого места, за ним последовала Австралия, где он достиг восемнадцатого места. Сопровождающее песню музыкальное видео было снято режиссёром Адамом Шенкманом. В нём Сайрус играет на рояле в нескольких местах, включая пляж и лес.

## Промокампания

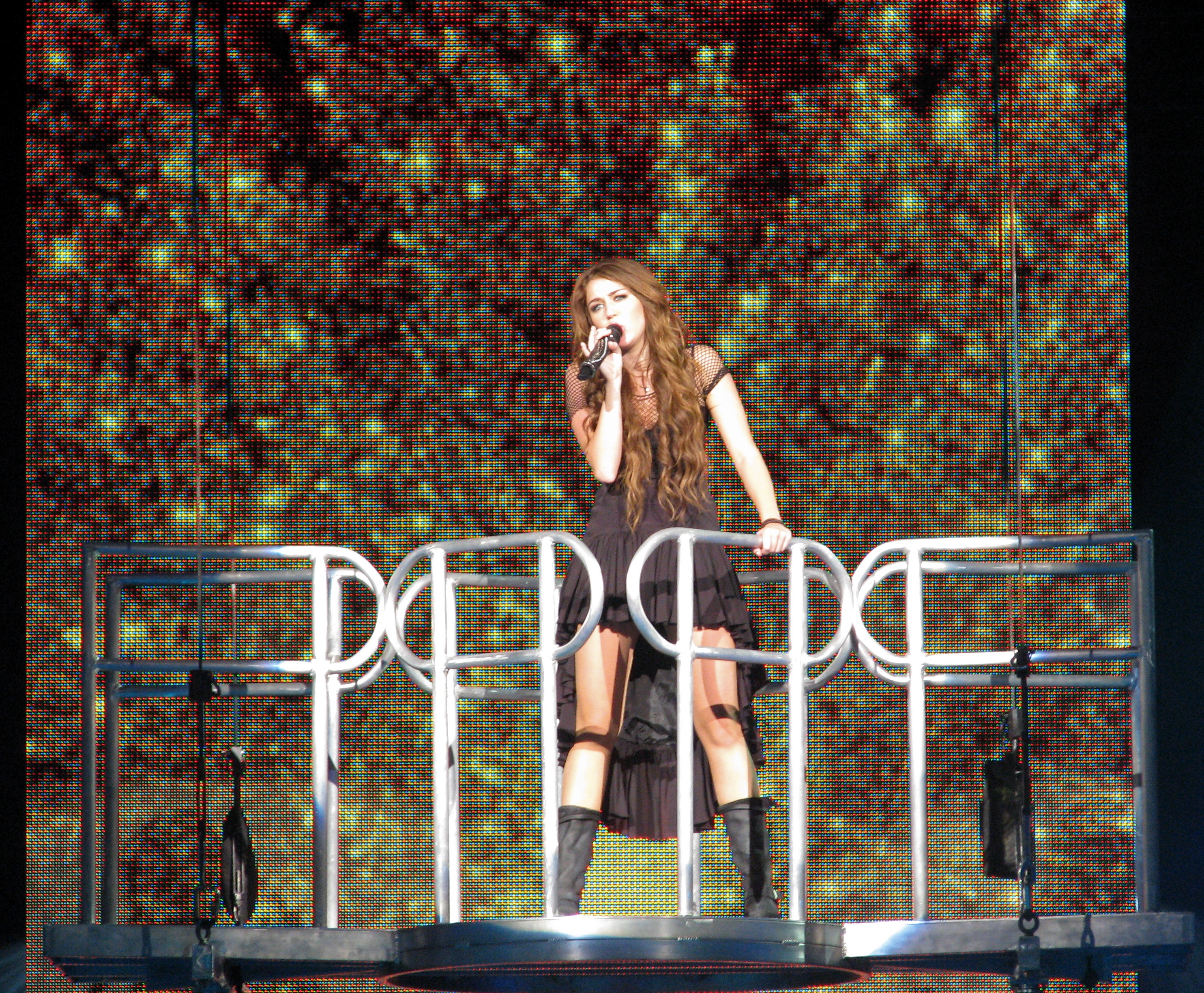
Сайрус исполняет «Obsessed» во время Wonder World Tour.

Сайрус впервые исполнила «Party in the U.S.A.» на Teen Choice Awards 10 августа 2009 года. Одетая в майку, которая открывала часть её бюстгальтера, чёрные шорты и кожаные ботинки, Сайрус и её бэк-танцоры появились из трейлера. В середине выступления Сайрус танцевала на тележке с мороженым с шестом (который многочисленные критики сочли танцевальным шестом) примерно сорок секунд.Выступление было встречено шумихой в СМИ, причём некоторые критики предположили, что её танцы были слишком вызывающими и сексуальными для мероприятия, ориентированного на подростков, что заставило компанию Walt Disney выступить с заявлением, дистанцируясь от выступления. Другие критики встали на защиту Сайрус, заявив, что зрители должны были зациклиться на её достижениях в тот вечер (она выиграла шесть наград), а не на сексуальности выступления. Позже Сайрус рекламировала альбом на «The Today Show» и на «VH1 Divas» в США. В декабре, Сайрус занялась промо альбома в Великобритании — на Jingle Bell Ball, Royal Variety Performance (ежегодный гала-концерт для британской королевской семьи) и на других мероприятиях.
«The Time of Our Lives» был отправлен в ротацию эксклюзивно для Radio Disney, с целью промоушена альбома. «The Time of Our Lives» достиг пика на номере 23 в чарте Bubbling Under Hot 100 Singles и на номере 51 в Canadian Hot 100. Сайрус отправилась в свой второй концертный тур, Wonder World Tour, в поддержку The Time of Our Lives и своего второго студийного альбома Breakout (2008). Тур был первым для Сайрус, в котором она не использовала роль Ханны Монтаны, и был объявлен в июне 2009 года, с указанием дат для американских площадок. Позже были объявлены даты проведения концертов в Соединенном Королевстве. Чтобы избежать масштабного скальпинга, которое происходило во время её предыдущего тура, все билеты продавались исключительно через безбумажную доставку билетов, что требовало от зрителей предъявить удостоверение личности, чтобы попасть на концерт. Тур продлился с сентября по декабрь 2009 года.

## Критический приём
| Совокупная оценка    | Совокупная оценка |
| Источник             | Оценка            |
| -------------------- | ----------------- |
| Metacritic           | 63/100            |
| Оценки критиков      |                   |
| Источник             | Оценка            |
| About.com            | [ 58 ]            |
| AllMusic             | [ 21 ]            |
| Entertainment Weekly | B+                |
| Digital Spy          | [ 29 ]            |
| The Guardian         | [ 9 ]             |
| The Observer         | Favorable         |
| Yahoo! Music         | [ 22 ]            |

The Time of Our Lives получил в целом положительные отзывы от критиков, имея 63 из 100 баллов на Metacritic. Билл Лэмб из About.com сказал: «Сайрус разрабатывает один из самых характерных вокальных инструментов в современной поп-музыке, и её песни постепенно превращаются в размышления о проблемах взрослых. Последовательный рост и совершенствование — вот ключ здесь, и, похоже, Майли Сайрус превратится в долгосрочную поп-звезду». В то же время, Лэмб назвал баллады на The Time of Our Lives одноразовыми. Хизер Фарес из AllMusic думала иначе, заявив, что основные моменты альбома произошли, когда Сайрус «позволила своей внутренней рок-цыпочке и диве, поющей баллады, выйти на первый план». Фарес заявила, что «Если Breakout начал утверждать Майли Сайрус как самостоятельную поющую звезду, свободную от образа Ханны Монтаны, то этот эксклюзивный EP от Walmart — ещё один уверенный шаг в этом направлении». Фарес пришла к выводу, что альбом хорошо отражает вокальный рост Сайрус, и предположила, что её вокальные способности ещё больше улучшатся, когда она станет взрослой. Майкл Вуд из Entertainment Weekly оценил The Time of Our Lives на B+ из-за исполнения различных музыкальных стилей и жанров.
Ник Левин из Digital Spy сделал обзор на The Time of Our Lives, сказав, что, хотя в нём и не так много оригинального материала, он действительно свидетельствует о том, что Сайрус может успешно избавиться от своего имиджа, связанного с Disney Channel. Он написал, что каждую из «шести по-настоящему новых песен» стоит послушать, что привело к достойному выпуску мини-альбома. Майкл Ханн из The Guardian считает, что Сайрус удалось создать очень полезный образ самой себя, но утверждает, что ей не удалось убедить взрослую аудиторию в том, что в ней есть что-то ещё: "Её имя фигурирует во множестве изобретательных, творческих и точно выверенных примеров современной поп-музыки, песен, которые были бы замечены за пределами своей аудитории молодых девушек, если бы они пришли из более надёжного источника. Джессика Холланд из британской газеты The Observer написала благоприятный отзыв об альбоме, отметив: «Майли ещё нет 17, ей пока не нужно беспокоиться о том, что она [потеряет славу]». Джейми Гилл из Yahoo! Music описал быстрые песни альбома как «блестяще дерзкий скейт-поп», но назвала баллады пластинки скучными. Гилл пришёл к выводу, что, если бы Сайрус относилась к своей музыке более серьёзно, вместо того, чтобы выпускать альбомы в перерывах между различными другими проектами, она могла бы сделать отличный поп-альбом, и заявил, что «как бы то ни было, The Time Of Our Lives — это отличный поп-EP, тонущий в море остальных альбомов».

## Коммерческий приём

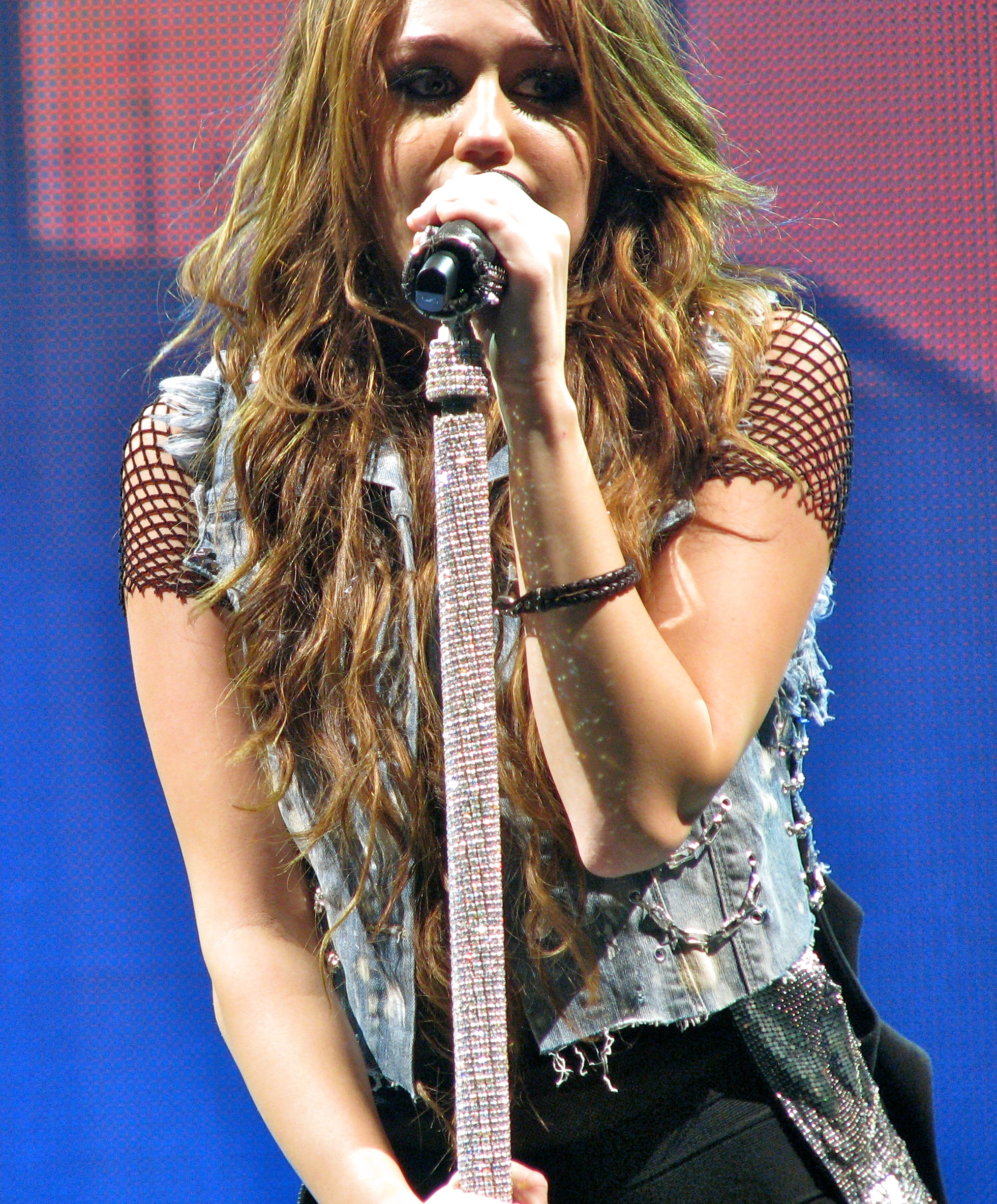
Сайрус исполняет «Party in the U.S.A.» во время Wonder World Tour.

В неделю оканчивающуюся 12 сентября 2009 года, The Time of Our Lives вошёл в Billboard 200 под номером 3, с продажами в 62,000 копий и стал восьмым релизом Сайрус, который вошёл в топ-10. Альбом достиг пика на второй строчке на следующей неделе благодаря увеличению продаж на 154 процента (продано 153,000 копий). Проведя ещё одну неделю на своей пиковой позиции, The Time of Our Lives сохранял высокий темп продаж до конца 2009 года. В неделю оканчивающуюся 12 декабря 2009 года, проект получил внезапный рост продаж, поднявшись с номера 29 на номер семь с продажами 150,000 копий. The Time of Our Lives получил платиновый сертификат от Американской ассоциации звукозаписывающей индустрии (RIAA) за поставки одного миллиона копий. Согласно Nielsen SoundScan, мини-альбом продал 1.4 миллиона копий в США к июлю 2013 года. Альбом дебютировал и достиг пика на девятой строчке Canadian Albums Chart на неделе, оканчивающейся 30 января 2010 года.
На неделе оканчивающейся 11 ноября 2009 года, мини-альбом дебютировал и достиг пика на номере 11 в Australian Albums Chart. Позже он опустился на тринадцатую строчку и поднимался и опускался до своей последней недели в чарте 18 мая 2010 года. The Time of Our Lives получил золотой сертификат Австралийской ассоциацией звукозаписывающей индустрии (ARIA) за поставки 35,000 копий. The Time of Our Lives вошёл в New Zealand Albums Chart на своей пиковой позиции — девятой. На следующей неделе он упал на номер одиннадцать, и продержался на этой позиции две недели подряд. Он получил золотой сертификат от Новозеландской ассоциации звукозаписывающей индустрии (RIANZ) за поставки 7,500 копий. На четвёртой неделе, закончившейся в январе 2010 года, The Time of Our Lives дебютировал на десятой строчке Japanese Albums Chart, с продажами в 15,000 копий. На второй неделе альбом упал на девятнадцатую строчку.
На неделе, закончившейся 26 ноября 2009 года, альбом дебютировал и достиг семнадцатого места в UK Albums Chart. The Time of Our Lives получил золотой сертификат от Британской фонографической индустрии (BPI) за поставку 100,000 копий. В Ирландии он достиг девятого места и был сертифицирован Ирландской ассоциацией звукозаписывающей музыки (IRMA) как платиновый за поставки, превышающие 15,000 копий. В Европе, The Time of Our Lives достиг номера 33 в чарте European Top 100 Albums, номера пять в Austrian Albums Chart, номера девять в German Albums Chart и номера три в Greek Albums Chart. На неделе, закончившейся 1 ноября 2009 года, он дебютировал и достиг шестого места в Испании, где он получил платиновый сертификат от Productores de Música de España (PROMUSICAE) за поставки, превышающие 60,000 копий. В других странах Европы альбом попал в первую двадцатку чартов в Чехии и Португалии.

## Список композиций
| №  | Название                                                      | Автор(ы)                                           | Продюсер(ы)                       | Длительность |
| -- | ------------------------------------------------------------- | -------------------------------------------------- | --------------------------------- | ------------ |
| 1. | «Kicking and Screaming»                                       | Джон Шэнкс Кара Диогуарди                          | Шэнкс                             | 2:58         |
| 2. | «Party in the U.S.A.»                                         | Лукаш Готвальд Клод Келли Джессика Корниш          | Dr. Luke Келли [a] Эмили Райт [a] | 3:22         |
| 3. | «When I Look at You»                                          | Шэнкс Хиллари Линдси                               | Шэнкс                             | 4:09         |
| 4. | «The Time of Our Lives»                                       | Готвальд Келли Кеша Себерт Пиб Себерт              | Dr. Luke Келли [a] Райт [a]       | 3:32         |
| 5. | «Talk Is Cheap»                                               | Шэнкс Эми Линдоп                                   | Шэнкс                             | 3:40         |
| 6. | «Obsessed»                                                    | Роже Лавуа                                         | Шэнкс                             | 4:04         |
| 7. | «Before the Storm» (живое исполнение) (дуэт с Jonas Brothers) | Ник Джонас Джо Джонас Кевин Джонас II Майли Сайрус | Джон Зонарас [b] Джон Филдс [c]   | 4:35         |
| 8. | «The Climb»                                                   | Джесси Александр Джон Мэйб                         | Шэнкс                             | 3:55         |

| №  | Название                          | Режиссёр(ы)     | Длительность |
| -- | --------------------------------- | --------------- | ------------ |
| 1. | «Party in the U.S.A.» (Видеоклип) | Chris Applebaum | 3:21         |
| 2. | «The Climb» (Видеоклип)           | Matthew Rolston | 3:49         |

Notes
- ↑  означает продюсера вокала
- ↑  означает продюсера живой записи
- ↑  означает дополнительного продюсера
- Американское издание альбома исключает из трек-листа «The Climb».

## Чарты
| Чарт (2009-10)                  | Высшая позиция |
| ------------------------------- | -------------- |
| Argentinean Albums Chart        | 18             |
| Australian Albums Chart         | 11             |
| Austrian Albums Chart           | 5              |
| Belgian Albums Chart (Flanders) | 74             |
| Belgian Albums Chart (Wallonia) | 42             |
| Canadian Albums Chart           | 9              |
| Czech Albums Chart              | 15             |
| European Top 100 Albums         | 33             |
| French Albums Chart             | 36             |
| German Albums Chart             | 9              |
| Greek Albums Chart              | 3              |
| Hungarian Albums Chart          | 22             |
| Irish Albums Chart              | 9              |
| Italian Albums Chart            | 32             |
| Japanese Albums Chart           | 10             |
| Mexican Albums Chart            | 24             |
| New Zealand Albums Chart        | 9              |
| Norway Albums Chart             | 33             |
| Polish Albums Chart             | 32             |
| Portuguese Albums Chart         | 16             |
| Spanish Albums Chart            | 6              |
| Swiss Albums Chart              | 23             |
| UK Albums Chart                 | 17             |
| US Billboard 200                | 2              |

| Чарт (2009)               | Позиция |
| ------------------------- | ------- |
| Australian Albums Chart   | 81      |
| Austrian Albums Chart     | 71      |
| French Albums Chart       | 136     |
| Hungarian Albums (MAHASZ) | 94      |
| New Zealand Albums Chart  | 36      |
| Spanish Albums Chart      | 25      |
| UK Albums Chart           | 148     |
| US Billboard 200          | 34      |
| Чарт (2010)               | Позиция |
| European Top 100 Albums   | 80      |
| French Albums Chart       | 188     |
| Spanish Albums Chart      | 47      |
| US Billboard 200          | 38      |

## Сертификации
| Регион | Сертификация | Продажи    |
| --- | ------------ | ---------- |
| Австралия (ARIA) | Золотой      | 35 000^    |
| Австрия (IFPI Austria) | Золотой      | 10 000*    |
| Дания (IFPI Danmark) | Золотой      | 10 000     |
| Франция (SNEP) | Золотой      | 50 000*    |
| Германия (BVMI) | Золотой      | 100 000^   |
| Венгрия (Mahasz) | Золотой      | 3000^      |
| Ирландия (IRMA) | Платиновый   | 15 000^    |
| Новая Зеландия (RMNZ) | Золотой      | 7500^      |
| Сингапур (RIAS) | Золотой      | 5000*      |
| Испания (PROMUSICAE) | Платиновый   | 80 000^    |
| Великобритания (BPI) | Золотой      | 100 000^   |
| США (RIAA) | Платиновый   | 1 000 000^ |
| * Данные о продажах приведены только на основе сертификации. · ^ Данные о тиражах приведены только на основе сертификации. · Данные о продажах + прослушиваниях приведены только на основе сертификации. |              |            |